# Macarena
«Macarena» (вимовляється «Макаре́на») — пісня дуету Los del Río. На основі пісні виник однойменний танець.

## Історія
Пісня була записана в 1992 році, і випущена в 1993 році як румба. Досягла значної популярності в Іспанії, Колумбії та Мексиці, а далі в усьому світі. Вона також стала популярною в Пуерто-Рико через її використання в якості неофіційної музичної теми для передвиборчої кампанії губернатора Педро Росселлі. Оскільки Пуерто-Рико був базою для багатьох круїзних суден, він відвідується великою кількістю туристів. Всі вони постійно чули пісню «Макарена» під час свого перебування на острові. Це може пояснити як пісня поширилася і стала хітом у містах зі значним числом латиноамериканських громад в Сполучених Штатах, зокрема Маямі та Нью-Йорку.
У 1996 році американські продюсери Bayside Boys зробили англомовний ремікс і додали до нього характерне «Гей, Макарена!». Пісня стала ще популярнішою: радіостанції, дискотеки та шкільні вечірки по всьому світу.

## Танець
Також в усьому світі став популярний танець, який вперше показали в кліпі групи Los del Río на цю пісню. Він став популярний завдяки заводній мелодії і простим рухам.
У танці задіяні не тільки ноги, але й руки і голова. Руки можна виставляти вперед, повертати долонями вгору і назад, піднімати, опускати, закидати за голову, обіймати себе за плечі. Деякі навіть примудрялися танцювати Макарену сидячи.
- Плавно витягніть вперед руки долонями вниз.
- Потім переверніть спочатку праву руку долонею верх, а потім ліву.
- Легким рухом праву руку перенесіть на ліве плече, а ліву покладіть на праве. Виходять схрещені на грудях руки.
- М'яким і не розгонистим рухом права рука йде за голову, долоню кладеться на потилицю. Точно також потрібно зробити і з другої рукою.
- Далі права рука плавно спускається навхрест вниз, до лівого стегна, а ліва — відповідно, до правого.
- Тепер не розмашисто праву руку покладіть на праву сідницю, ліву — на ліву. І під останні такти мелодії, злегка присівши, зробіть вісімку сідницями. Можна зробити стрибок-поворот на 90 градусів в сторону. Рухи танцю виконуються, поки не вийде повне коло.

Якою рукою робиться рух, на таку ж ногу і переноситься вага, робиться легкий крок, не відриваючи носочків ніг від підлоги.

## Чарти

### «Macarena»
| Чарт (1993)                      | Найвища позиція |
| -------------------------------- | --------------- |
| Нідерланди (Dutch Top 40)        | 20              |
| Нідерланди (Mega Single Top 100) | 15              |
| Spain (AFYVE)                    | 10              |

| Чарт (1993)                | Позиція |
| -------------------------- | ------- |
| Netherlands (Dutch Top 40) | 179     |

### «Macarena (Bayside Boys Mix)»
| Чарти (1995—1997)                        | Найвища позиція |
| ---------------------------------------- | --------------- |
| Австралія (ARIA)                         | 1               |
| Австрія (Ö3 Austria Top 75)              | 1               |
| Бельгія (Ultratop Flanders)              | 1               |
| Бельгія (Ultratop Wallonia)              | 1               |
| Canada (Nielsen SoundScan)               | 8               |
| 16                                       |                 |
| Denmark (IFPI)                           | 1               |
| Europe (Eurochart Hot 100)               | 1               |
| Фінляндія (Suomen virallinen lista)      | 1               |
| Франція (SNEP)                           | 1               |
| Німеччина (Media Control AG)             | 1               |
| Hungary (Mahasz)                         | 5               |
| Iceland (Íslenski Listinn Topp 40)       | 8               |
| Ірландія (IRMA)                          | 3               |
| Israel (IBA)                             | 1               |
| Italy (Musica e dischi)                  | 24              |
| Нідерланди (Dutch Top 40)                | 1               |
| Нідерланди (Mega Single Top 100)         | 1               |
| Нова Зеландія (RIANZ)                    | 2               |
| Норвегія (VG-lista)                      | 2               |
| Шотландія (Official Charts Company)      | 2               |
| Швеція (Sverigetopplistan)               | 2               |
| Sweden (Swedish Dance Chart)             | 1               |
| Швейцарія (Media Control AG)             | 1               |
| Taiwan (IFPI)                            | 2               |
| Велика Британія (UK Singles Chart)       | 2               |
| США (Billboard Hot 100)                  | 1               |
| США (Adult Contemporary) (Billboard)     | 28              |
| США (Adult Top 40) (Billboard)           | 19              |
| US Hot Dance Singles Sales (Billboard)   | 46              |
| США (Hot Latin Songs) (Billboard)        | 5               |
| США (Mainstream Top 40) (Billboard)      | 5               |
| США (Rhythmic) (Billboard)               | 5               |
| США (Latin Tropical Airplay) (Billboard) | 8               |
| US Cash Box Top 100                      | 1               |

| Чарт (1996)                        | Позиція |
| ---------------------------------- | ------- |
| Australia (ARIA)                   | 1       |
| Austria (Ö3 Austria Top 40)        | 1       |
| Belgium (Ultratop 50 Flanders)     | 3       |
| Belgium (Ultratop 50 Wallonia)     | 5       |
| Europe (Eurochart Hot 100)         | 2       |
| France (SNEP)                      | 1       |
| Germany (Official German Charts)   | 3       |
| Iceland (Íslenski Listinn Topp 40) | 16      |
| Netherlands (Dutch Top 40)         | 1       |
| Netherlands (Single Top 100)       | 5       |
| New Zealand (Recorded Music NZ)    | 9       |
| Sweden (Sverigetopplistan)         | 11      |
| Sweden (Swedish Dance Chart)       | 32      |
| Switzerland (Schweizer Hitparade)  | 1       |
| UK Singles (OCC)                   | 22      |
| US Billboard Hot 100               | 1       |

| Чарт (1997)          | Позиція |
| -------------------- | ------- |
| US Billboard Hot 100 | 82      |

| Чарт (1990—1999)               | Позиція |
| ------------------------------ | ------- |
| Austria (Ö3 Austria Top 40)    | 3       |
| Belgium (Ultratop 50 Flanders) | 25      |
| Canada (Nielsen SoundScan)     | 14      |
| Netherlands (Dutch Top 40)     | 3       |
| US Billboard Hot 100           | 2       |

## Сертифікації
| Регіон | Сертифікація  | Продажі    |
| --- | ------------- | ---------- |
| Австралія (ARIA) | 3× Платиновий | 210 000^   |
| Австрія (IFPI Austria) | Платиновий    | 50 000*    |
| Бельгія (BEA) | 2× Платиновий | 100 000*   |
| Colombia | —             | 500,000    |
| Франція (SNEP) | Діамантовий   | 1,000,000  |
| Німеччина (BVMI) | 3× Золотий    | 750 000^   |
| Мексика Maxi single - 4 versions | —             | 130,000    |
| Нідерланди (NVPI) | Платиновий    | 75 000^    |
| Нова Зеландія (RIANZ) | Платиновий    | 10 000*    |
| Швеція (IFPI Sweden) | Золотий       | 25 000^    |
| Швейцарія (IFPI Switzerland) | Золотий       | 25 000^    |
| Велика Британія (BPI) | Платиновий    | 600 000    |
| США Bayside Boys remix | —             | 150,000    |
| США (RIAA) | 4× Платиновий | 3,700,000  |
| Підсумки |               |            |
| Worldwide | —             | 11,000,000 |
| *продажі, що базуються лише на сертифікаціях · ^відвантаження, що базуються лише на сертифікаціях · продажі+прослуховування, що базуються лише на сертифікаціях |               |            |